# Frans Alexander
Frans Alexander (Sint-Amandsberg, 17 juli 1908 - Gavere, 27 april 1998) was een Belgisch wielrenner. Hij was beroepsrenner van 1930 tot 1939.

## Palmares
- 1932: deelname aan de Ronde van Frankrijk
- 1934: 2e in Brussel - Ayeneux
- 1934: 1e in Verviers
- 1937: 2e in GP Stad Sint-Niklaas

## Resultaten in voornaamste wedstrijden
| Jaar | Ronde van Italië | Ronde van Frankrijk | Ronde van Spanje |
| ---- | ---------------- | ------------------- | ---------------- |
| 1930 |                  |                     |                  |
| 1931 |                  |                     |                  |
| 1932 |                  | opgave              |                  |
| 1933 |                  |                     |                  |
| 1938 |                  |                     |                  |

| Jaar | Ronde van Vlaanderen | Luik-Bast.‑Luik | Parijs-Brussel |
| ---- | -------------------- | --------------- | -------------- |
| 1930 | 10e                  |                 |                |
| 1931 | 16e                  | 20e             |                |
| 1932 |                      | 23e             | 20e            |
| 1933 | 36e                  |                 |                |
| 1938 | 27e                  |                 |                |